# Alex Gibney
Philip Alexander Gibney, detto Alex (New York, 23 ottobre 1953), è un regista, sceneggiatore e produttore cinematografico statunitense, vincitore dell'Oscar al miglior documentario con Taxi to the Dark Side (2008).

## Biografia
Figlio del giornalista Frank Gibney e nipote del reverendo William Sloane Coffin, ministro della Chiesa unita di Cristo, ottenne il baccellierato all'Università di Yale e in seguito frequentò la Scuola di Teatro, Cinema e Televisione della UCLA. Nel 1980 fonda la Jigsaw Productions attraverso la quale produce e dirige "The Ruling Classroom" che documenta un esperimento sociale condotto da George Muldoon con gli studenti della sua classe nella città californiana di Mill Valley.
Nel 1992 scrive e produce la mini-serie documentaristica The Pacific Century, sullo sviluppo economico del Pacific Rim, con Peter Coyote come narratore. Nel 1997 scrive, produce e dirige The Fifties, una mini-serie documentaristica sullo scrittore Premio Pulitzer David Halberstam. Nel 2000 è produttore di Speak Truth to Power, uno speciale della PBS sui difensori dei diritti umani con Alec Baldwin, Sigourney Weaver, John Malkovich e Kevin Kline. Nel 2002 scrive, produce e dirige The Trials of Henry Kissinger, tratto dall'omonimo libro denuncia di Christopher Hitchens sulle responsabilità del potente Segretario di Stato in molti abusi commessi dagli Stati Uniti in America Latina e in Asia.
Nel 2003, con Martin Scorsese in veste di produttore esecutivo, Gibney produce due episodi della serie The Blues per la PBS. A metà degli anni 2000 inaugura il sodalizio professionale con Maryse Alberti, direttrice della fotografia a partire da Enron - L'economia della truffa, documentario sullo scandalo Enron che riceve la nomination al premio CFCA del 2005, all'Oscar nel 2006 e vince l'Independent Spirit Award per il miglior documentario. Segue Taxi to the Dark Side, vincitore dell'Oscar al miglior documentario nel 2008 e selezionato tra i Top 5 della National Board of Review.
Tra le collaborazioni successive Gonzo: The Life and Work of Dr. Hunter S. Thompson, documentario del 2008 sul gonzo journalism di Hunter Stockton Thompson (premiato con l'Audience Award al Biografilm Festival), Casino Jack and the United States of Money, sul lobbysta di Washington Jack Abramoff e Client 9: The Rise and Fall of Eliot Spitzer, sul governatore di New York Eliot Spitzer.

## Riconoscimenti
Nel 2010 ottiene l'Auteur Award al Satellite Award.

## Filmografia parziale

### Regista
- The Pacific Century (1992)
- The Fifties (1997)
- Jimi Hendrix and the Blues (2001)
- Behind Those Eyes (2005)
- Enron - L'economia della truffa (2005)
- 3 Doors Down: Away from the Sun, Live from Houston, Texas (2005)
- The Human Behavior Experiments (2006)
- Taxi to the Dark Side (2007)
- Gonzo: The Life and Work of Dr. Hunter S. Thompson (2008)
- Freakonomics (2010)
- Casino Jack and the United States of Money (2010)
- Client 9: The Rise and Fall of Eliot Spitzer (2010)
- My Trip to Al Qaeda (2010)
- Catching Hell (2011)
- Magic Trip (2011)
- The Last Gladiators (2011)[4]
- Mea Maxima Culpa: Silenzio nella Casa di Dio (2012)
- Park Avenue: Money, Power and the American Dream (2012)[5]
- We Steal Secrets: The Story of WikiLeaks (2013)
- The Armstrong Lie (2013)
- Mr Dynamite: the rise of James Brown (2014)
- Going Clear - Scientology e la prigione della fede (Going Clear: Scientology and the Prison of Belief), (2015)
- Steve Jobs: The Man in the Machine (2015)
- Zero Days (2016)
- Dirty Money (1º episodio) (2018)

### Sceneggiatore
- We Steal Secrets: The Story of WikiLeaks, regia di Alex Gibney (2013)
- Going Clear - Scientology e la prigione della fede (Going Clear: Scientology and the Prison of Belief) (2015)

### Produttore
- Speak Truth to Power di Marc Levin (2000)
- Soldiers in the Army of God di Marc Levin e Daphne Pinkerson (2000)
- L'anima di un uomo di Wim Wenders (2003)
- Lightning in a Bottle di Antoine Fuqua (2004)
- Herbie Hancock: Possibilities di Doug Biro e Jon Fine (2006)
- Mr. Untouchable di Marc Levin (2007)
- Going Clear - Scientology e la prigione della fede (Going Clear: Scientology and the Prison of Belief) (2015)
- The Looming Tower – miniserie TV (2018)

### Produttore esecutivo
- Brooklyn Babylon di Marc Levin (2001)
- No End in Sight di Charles Ferguson (2007)
- Love Comes Lately di Jan Schütte (2008)